# Cocada
Le cocada sono dolcetti popolari nel Sud America. Vengono preparati mescolando cocco grattugiato, zucchero, uova e latte condensato e successivamente cotti al forno. Presentano una consistenza gommosa e vengono consumate a temperatura ambiente. Sebbene la loro colorazione naturale sia gialla e marroncina, le cocada possono essere trattate con il colorante alimentare. A volte vengono insaporite con mandorle o altra frutta secca.